# 47 Capricorni
47 Capricorni, som är stjärnans Flamsteed-beteckning, är en ensam stjärna, belägen i den norra delen av stjärnbilden Stenbocken och har även Bayer-beteckningen c2 Capricorni och variabelbeteckningen AG Capricorni. Den har en genomsnittlig skenbar magnitud på 6,00 och är svagt synlig för blotta ögat där ljusföroreningar ej förekommer. Baserat på parallaxmätning inom Hipparcosuppdraget på ca 2,8 mas, beräknas den befinna sig på ett avstånd på ca 1 170 ljusår (ca 360 parsek) från solen. Den rör sig bort från solen med en heliocentrisk radialhastighet på ca 20 km/s.

## Egenskaper
47 Capricorni är en röd till orange jättestjärna av spektralklass M2 III, Den har en radie som är ca 102 solradier och utsänder från dess fotosfär ca 1 940 gånger mera energi än solen vid en effektiv temperatur av ca 3 800 K.
47 Capricorni är en halvregelbunden variabel stjärna av undertyp SRb med en period på 30,592 dygn och varierar i skenbar magnitud mellan 5,90 och 6,14.